# RCD Cup 1970
La RCD Cup 1970 (1970 RCD Cup) fu la quarta edizione della RCD Cup, competizione calcistica per nazionali riservata alle nazioni aderenti al patto di cooperazione regionale (Regional Cooperation for Development): Iran, Pakistan e Turchia. La competizione si svolse in Iran dal 6 settembre al 11 settembre 1970.

## Formula
- Qualificazioni

Nessuna fase di qualificazione. Le squadre sono qualificate direttamente alla fase finale.
- Fase finale

Girone unico - 3 squadre, giocano partite di sola andata. La vincente si laurea campione della RCD Cup.

## Stadi
| Teheran          | Teheran |
| ---------------- | ------- |
| Stadio Amjadieh  | Teheran |
| Capienza: 30.000 | Teheran |
|                  | Teheran |

## Squadre partecipanti
| Pr. | Squadra  | Data di qualificazione certa | Partecipante in quanto | Partecipazioni precedenti al torneo | Ultima presenza |
| --- | -------- | ---------------------------- | ---------------------- | ----------------------------------- | --------------- |
| 1   | Iran     | -                            | Qualificata di diritto | 3 (1965, 1967, 1969)                | Turchia 1969    |
| 2   | Pakistan | -                            | Qualificata di diritto | 3 (1965, 1967, 1969)                | Turchia 1969    |
| 3   | Turchia  | -                            | Qualificata di diritto | 3 (1965, 1967, 1969)                | Turchia 1969    |

Nella sezione "partecipazioni precedenti al torneo", le date in grassetto indicano che la nazione ha vinto quella edizione del torneo, mentre le date in corsivo indicano la nazione ospitante.

## Fase finale

### Girone unico

#### Classifica
| Pos | Squadra  | P.ti | G | V | N | P | GF | GS | DR |
| --- | -------- | ---- | - | - | - | - | -- | -- | -- |
| 1   | Iran     | 4    | 2 | 1 | 1 | 0 | 8  | 1  | +7 |
| 2   | Turchia  | 2    | 2 | 1 | 1 | 0 | 4  | 2  | +2 |
| 3   | Pakistan | 0    | 2 | 0 | 0 | 2 | 1  | 10 | -9 |

#### Risultati
| Teheran 6 settembre 1970 | Iran | 7 – 0 | Pakistan | Stadio Amjadieh |

| Teheran 9 settembre 1970 | Turchia | 3 – 1 | Pakistan | Stadio Amjadieh |

| Teheran 11 settembre 1970 | Turchia | 1 – 1 | Iran | Stadio Amjadieh |